# Ignjat Alojzije Brlić
Ignjat Alojzije Brlić (Slavonski Brod, 30. kolovoza 1795. – Cernik, 27. ožujka 1855.) hrvatski književnik i jezikoslovac.

## Životopis
Bavio se književnošću i znanošću te trgovačkim poslovima. Za života je održavao veze s uglednicima svojega doba. Skupljao je razne narodne stare spise i drugi, iz čega je poslije nastala knjiga "Uspomene na stari Brod". Povijesno značenje imaju "Pisma sinu Andriji Torkvatu". U rukopisu je ostavio dosta prijevoda i preradba: "Ilirska imena travah latinski i nimački iztolmačena, Domaći likovi, Nimačka slovnica". Izdavao je i Ilirski kalendar. Bio je zagovornik da narodni jezik treba biti osnovicom književnog jezika. Zbog toga je u polemikama (Zori dalmatinskoj), napadao ilirce koji žele razlučiti književni od narodnog jezika. U 2. izdanju svoje gramatike (Grammatik der illyrischen Sprache: wie solche in Boßnen, Dalmagien, Slawonien, Serbien, Ragusa ... dann von den Illyriern in Banat und Ungarn gesprochen wird) zbog zajedništva, priklonio se ilirskoj grafiji i, premda ikavac, prihvatio jekavicu.